# Montuherkhopsef (IX. Ramszesz fia)
| mn · n · V13 | D2 | F24 · f |

| mn · n · V13 | D2 | F24 · f |

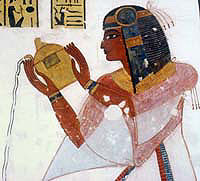
Montuherkhopsef

Montuherkhopsef ókori egyiptomi herceg volt a XX. dinasztia idején, IX. Ramszesz fáraó fia.
Neve előfordul Ramszesz-Montuherkhopsefként is. Feltehetőleg a testvére volt X. Ramszesz fáraó; egy másik testvére Nebmaatré herceg. A Királyok völgye 19. sírba temették el, ami eredetileg talán VIII. Ramszesz számára készültetett. Címei: A király elsőszülött vér szerinti fia; A király legidősebb vér szerinti fia; Főparancsnok; A Két Föld irányítója.